# Nattages

Nattages este o comună în departamentul Ain din estul Franței.